# 歐陽方麗麗
歐陽方麗麗，SBS，JP（1954年—），香港公務員，曾任香港特別行政區政府政府統計處處長。

## 簡歷
歐陽方麗麗生於1954年，及後於聖馬可中學畢業。1975年10月，加入香港政府任職二級行政主任。1976年9月，轉任統計師。1983年5月，晉升為高級統計師；同年自香港中文大學工商管理系碩士畢業。1998年6月，晉升為政府統計處助理處長。2002年7月1日，獲政府委任為官守太平紳士；同年8月1日至7日，方氏曾率領統計處代表團赴廣州訪問廣東省統計局。2011年3月，方氏晉升為統計處副處長。2011年9月24日，方氏接替馮興宏，升任該處處長。
歐陽方麗麗擔任統計處處長期間，統計處的統計調查和統計數字的編算方法不時受到質疑。2012年8月6日至9日，香港大學統計及精算學系馮榮錦教授曾於《明報》以「統計處問題」為題發表評論文章，分別指出統計處編算堅尼系數、處理統計數據的異常點、統計師及官員的專業水平、統計香港永久居民在中國內地所生子女中合資格取得香港永久居留權的人口數據，以及處方推算香港人口數據等五大問題。 同年8月10日至11日，歐陽方麗麗於《明報》撰文回應馮氏的評論及質疑，並解釋統計處就有關統計數字的編算方法及分析角度。
2013年1月，統計處被指造假。《明報》於1月7日至10日以頭條報導統計處前線統計員涉嫌大規模虛報調查資料的事件，恐低估了香港失業及分間樓宇單位（俗稱「劏房」）問題，因而或影響政府制定就業及房屋政策。 事件引來香港社會廣泛關注，時任行政長官梁振英於事件被揭發後表示將會進行內部調查，歐陽方麗麗亦隨即宣布統計處將成立小組調查事件，並由她出任小組主席領導調查工作。 同年3月25日，「統計數據質素檢定調查小組」完成相關調查，並向時任財經事務及庫務局局長陳家強提交調查報告，報告亦有就統計處現行數據質素檢定系統以及統計調查的外勤工作管理系統提出六項主要建議。
2013年8月25日，國際統計學會第59屆世界統計大會假香港會議展覽中心舉行，歐陽方麗麗並出任該大會本地籌備委員會主席。 2014年5月11日，方氏開始退休前休假，至此服務香港政府共38年，其統計處處長一職則由鄧偉江接任。 2014年7月1日，獲香港政府頒授銀紫荊星章。